# 希莫尔斯科耶
希莫尔斯科耶（羅馬化：Shimorskoye）是俄罗斯下诺夫哥罗德州的市级镇，属州辖市维克萨市，地处下诺夫哥罗德州西南部，位于伏尔加河流域奥卡河畔，在维克萨西侧、州府下诺夫哥罗德西南方，西与弗拉基米尔州隔河相望。
该地2021年人口有4,136人；2010年人口3,887；2002年人口3,791；1989年人口4,266。